# سیارک ۱۳۶۰۹
سیارک ۱۳۶۰۹ (به انگلیسی: 13609 Lewicki، نامگذاری:1994TK11) سیزده هزار و ششصد و نهمین سیارک کشف شده‌است که در ۱۰ اکتبر ۱۹۹۴ کشف شد.
قدر مطلق سیارک برابر ۲۰.۴ است.